# D. J. Moore (football américain, 1987)
Pour les articles homonymes, voir D. J. Moore et Moore.
(en) Statistiques sur pro-football-reference
David James Moore (né le 22 mars 1987 à Spartanburg) est un ancien joueur américain de football américain qui évoluait au poste de cornerback.

## Carrière

### Université
Moore entre à l'université de Vanderbilt, jouant pour l'équipe des Commodores de football américain. Moore se révèle comme un des piliers de la défense de Vanderbilt. Lors du Music City Bowl 2008, il est un des grands acteurs de la victoire de Vanderbilt. Après cela, il décide de sauter sa dernière année à l'université pour s'inscrire au Draft.

### Professionnel
D. J. Moore est sélectionné au quatrième tour du draft de la NFL de 2009 par les Bears de Chicago. Lors de sa saison de rookie, il n'apparaît qu'à trois reprises, faisant office de doublure de Charles Tillman et Corey Graham. La saison suivante, il entre au cours de tous les matchs de la saison et intercepte deux passes de Tony Romo lors d'un match contre les Cowboys de Dallas. Le 24 octobre, il intercepte une passe de Donovan McNabb et la retourne en touchdown de cinquante-quatre yards sur retour d'interception.
Il signe avec les Panthers de la Caroline en 2013.

## Palmarès
- Équipe de la conférence SEC 2007 et 2008
- All-American 2008